# San Antonino Monte Verde
San Antonino Monte Verde è un comune del Messico, situato nello stato di Oaxaca.